# John Geddes (Radsportler)
John Reuben Geddes (* 13. August 1936 in Liverpool) ist ein ehemaliger britischer Radrennfahrer.
1956 startete John Geddes bei den Olympischen Spielen in Melbourne und errang mit dem britischen Team (Tom Simpson, Mike Gambrill und Donald Burgess) die Bronzemedaille in der Mannschaftsverfolgung. Im selben Jahr wurde er bei den UCI-Bahn-Weltmeisterschaften 1956 in Ordrup Dritter in der Einerverfolgung. 1957 gewann er den traditionsreichen Muratti Gold Cup auf der Radrennbahn von Manchester.
1959 wurde er Dritter der britischen Straßenmeisterschaft und belegte in der Gesamtwertung des Milk Race Platz zwei, wobei er eine Etappe gewann. Ebenfalls 1959 holte er den britischen Titel in der Einerverfolgung der Profis. 1962 gewann er den Circuit des Ardennes.
1964 trat Geddes vom Radsport zurück und eröffnete ein Fahrradgeschäft.